# Histriobdella homari
Histriobdella homari är en ringmaskart som beskrevs av Beneden 1858. Histriobdella homari ingår i släktet Histriobdella och familjen Histriobdellidae. Arten är reproducerande i Sverige. Inga underarter finns listade i Catalogue of Life.